# 사노 이즈미
사노 이즈미(佐野 泉)는 만화 《아름다운 그대에게》의 메인 캐릭터이다.

## 프로필
- 생일: 12월 24일
- 나이: 17세
- 혈액형: O형
- 별자리: 염소자리
- 신장: 180 cm
- 좋아하는사람: 아시야 미즈키
- 좋아하는 것 : 아시야 미즈키와의키스
- 아시야 미즈키 가여자인것을 아는 유일한사람
- 아시야 미즈키를 좋아함
- 아시야 미즈키를 좋아해서 친구인 나카츠 슈이치와 라이벌이다.
- 아시야 미즈키가 여자인것을 다른사람 앞에서는 모른척 한다.
- 이상한 술을 마시면 아시야 미즈키에게 키스를 한다.
- Favourite Food: Boiled fish, fried or stewed foods
- Favourite Music: Nothing special
- Favourite Movie: New S.T., Blade Runner, Living Now
- Favourite Brand: Nothing special, if he has to pick, it’s Nike
- Favourite Sport: High Jumping
- Favourite Pet: Dogs
- Disliked Foods: Everything that’s sweet (can’t even smell them)
- Representative Flower: Calla Lily